# Маруя
Ма́руя (рос. Маруя) — колишнє село в Кіровському районі Ленінградської області, Росія.